# Khanat de Khiva
1511–1920
Entités précédentes :
- Chaybanides

Entités suivantes :
- République soviétique populaire du Khorezm

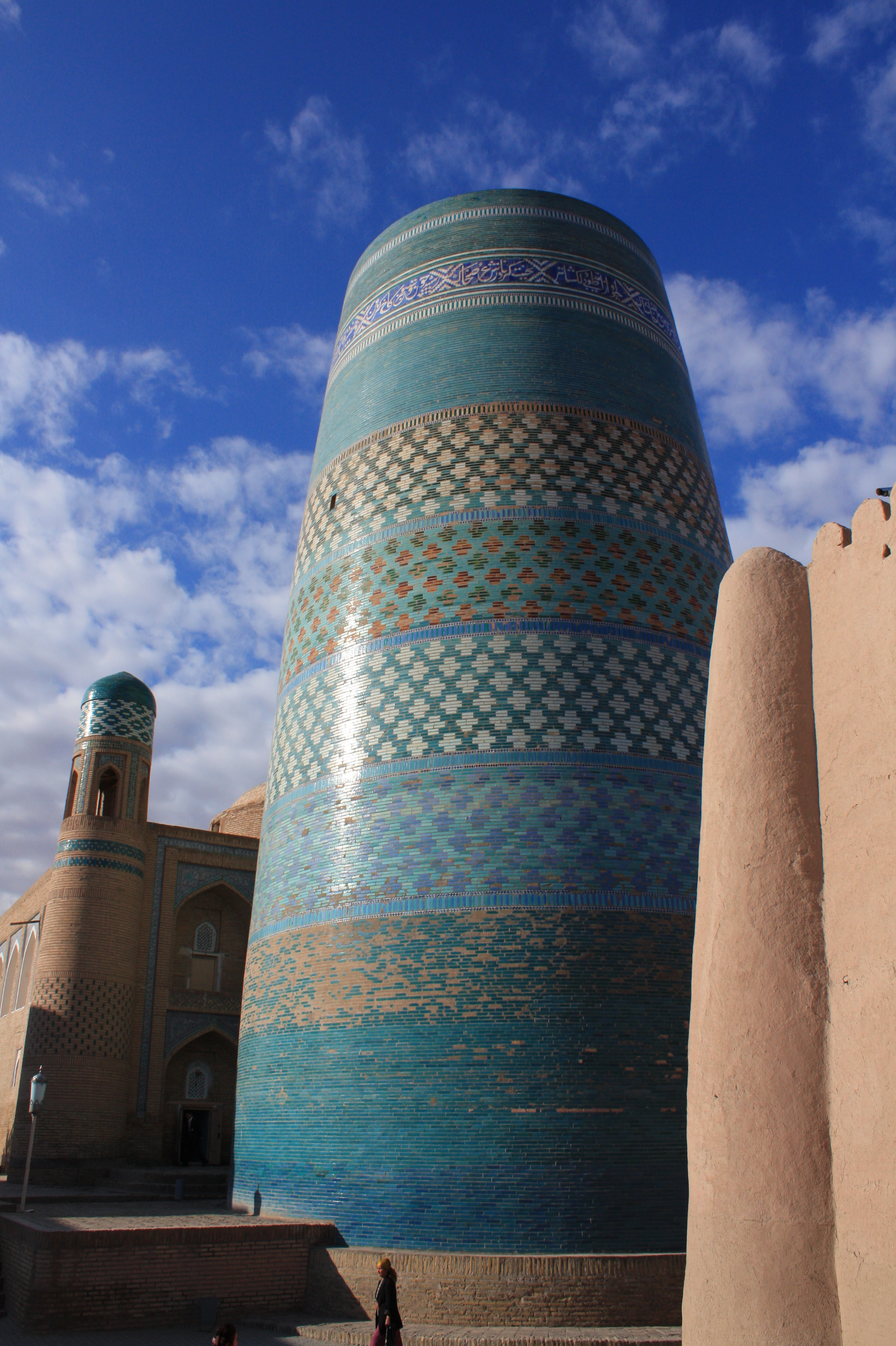
Khiva. Minaret Kalta Minor (1852)

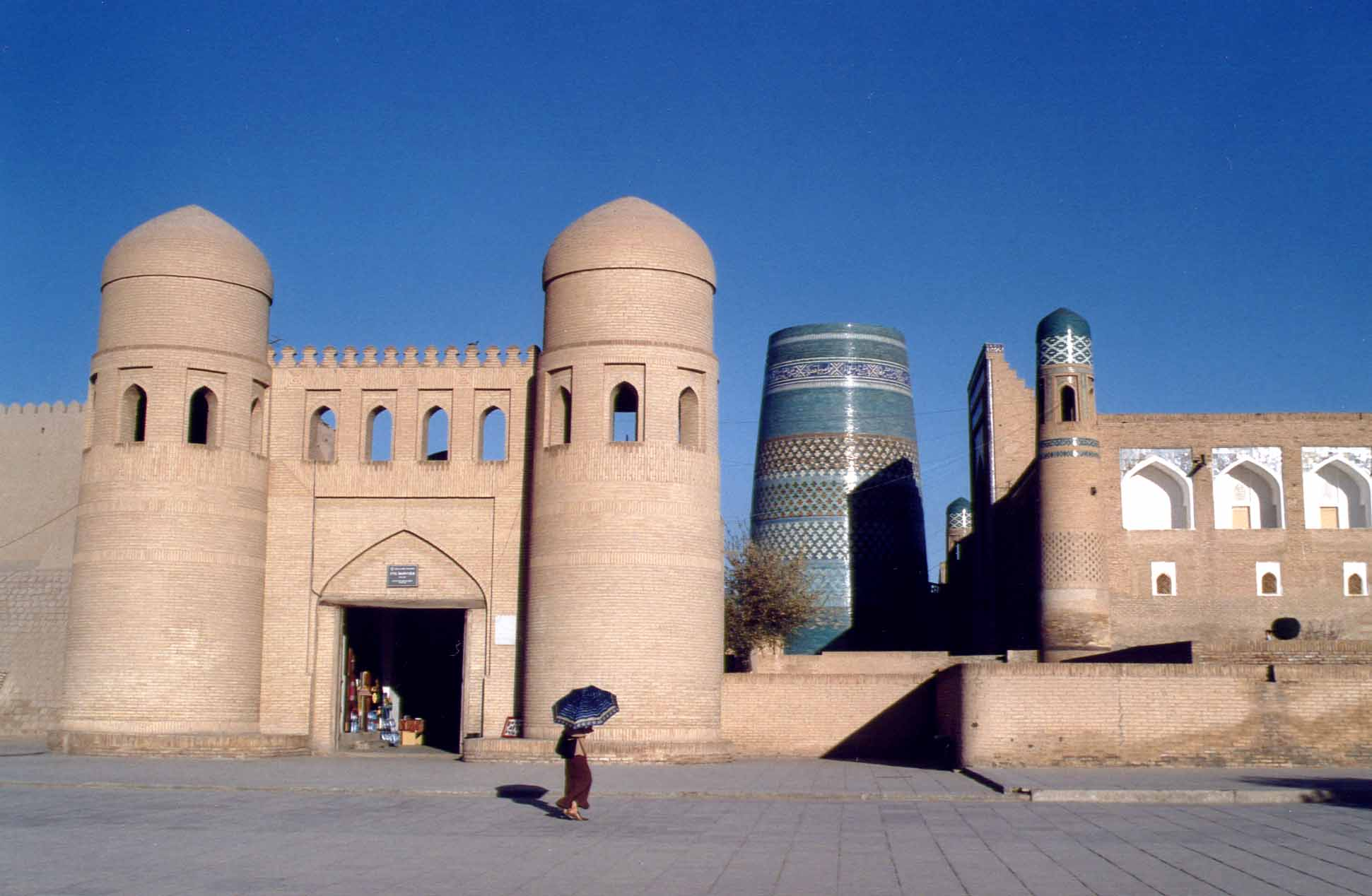
Khiva : le minaret Kalta Minor et la porte Ota Darvoza.

Le khanat de Khiva (en Ouzbek: Xiva xonligi) appelé aussi État de Khwarezm (ou Khorezm), est le plus ancien des trois khanats ouzbeks qui existèrent entre 1512 et 1920 au sud de la mer d'Aral. Ayant à l'origine sa capitale à Ourguentch (aujourd'hui Kounia-Ourguentch, au Turkménistan), le Khorezm déplace sa capitale à Khiva, petite forteresse de l'époque, à cause du changement brutal du cours de l'Amou-Daria (Oxus) en 1598 qui a été fatal à l'ancienne capitale. Pendant plusieurs siècles, Khiva devient un des foyers culturels du monde islamique, avant de devenir un protectorat de l'Empire russe en 1873.

## Histoire
La ville se construit avec un Itchan Kala (forteresse) et un quartier périphérique (Dichan Kala). Elle est détruite par Gengis Khan en 1220. Elle renaît de ses cendres pour être occupée cent-cinquante ans plus tard par les troupes de Tamerlan. Elle connaît par la suite une période de prospérité, étant sur l'itinéraire des caravanes vers la mer Caspienne, si bien qu'au XVIe siècle, elle est une des plus riches du Khorezm, avec son marché aux esclaves, l'un des plus importants d'Asie centrale.
C'est en 1512 qu'une nouvelle dynastie ouzbèke se détache des Chaybanides et forme un khanat indépendant. La capitale est d'abord Ourguentch (autrefois Gourgandj). Lorsque l'Amou-Daria détourne son cours en 1598, la capitale est transférée à Khiva qui n'était qu'une petite forteresse, mais avait une histoire millénaire, fondée par Shem, fils de Noé, d'après la légende que rappelle l'historien du XVIIIe siècle, Kouchmoukhammad. L'Amou-Daria qui traverse le khanat se déverse dans la mer d'Aral et permet ainsi une voie maritime vers la Russie européenne. Khiva, en fait, était une étape commerçante, grâce à son puits, du temps de l'empire des Samanides.
Le nouveau khanat devient un grand lieu spirituel du sunnisme d'Asie centrale, après le difficile transfert de capitale.

### Dynastie des Arabchahides
Le nom véritable de cette contrée est depuis les temps anciens le Khorezm. Le khanat est fondé par une dynastie ouzbèke qui s'en empare en 1511 sous la conduite des sultans Ilbars et Balbars, descendants de Yadgar Khan. Ils appartiennent à une branche des Tchinguizides, descendants d'un khan de la Horde d'or, Arabchah (Arab Chah ibn-Pilad), ce qui explique le nom de cette dynastie. Arabchah était le descendant à la neuvième génération de Chayban, petit-fils de Gengis Khan et cinquième fils de Djoutchi. Après l'invasion catastrophique des troupes de Tamerlan, seule la partie méridionale de la contrée était capable de se relever.
Les Arabchahides étaient depuis toujours en lutte contre la branche des Chaybanides qui s'étaient emparés de la Transoxiane. Ils conservaient les traditions de la steppe et partageaient leurs territoires par succession des fils, du frère aîné au frère cadet, qui avaient le titre de sultans. Le khan était l'aîné des hommes de la famille et choisi par un conseil des sultans.
Au XVIe siècle, le khanat comprenait, outre le Khorezm, des oasis du nord du Khorassan et dominait les tribus turcomanes du désert du Karakoum. La monnaie utilisée jusqu'au XVIIIe siècle était celle du khanat chaybanide de Boukhara, ce qui entraînait une certaine rivalité. Les khans et sultans de la région étaient dépendants du soutien militaire des ouzbèkes, aussi se servaient-ils des guerriers des dynastes turcomanes pour assurer leur autorité. Ainsi le rôle politique des Turcomans ne fait que croître de siècle en siècle.
Les Arabchahides, rivaux des Chaybanides de Boukhara, s'allient souvent aux Séfévides de Perse, mais cela n'empêche pas à trois reprises l'occupation du khanat de Khiva par les Chaybanides en 1538, 1593 et 1595-1598. À la fin du XVIe siècle, après une série de guerres internes qui voient la défaite des Arabchahides, le système de succession du pouvoir entre les sultans est aboli et peu après la Perse s'empare des terres du khanat au Khorassan.
Le règne du khan Adoulgazi (1643-1663) et de son fils et successeur Anoucha Khan profitent d'une certaine stabilité politique et d'une économie plus florissante, ce qui permet la construction de nombre d'édifices, et la mise en place d'un vaste système d'irrigation. Ce dernier profite surtout aux aristocrates turcomans qui se partagent ces nouvelles terres agricoles, au détriment des ouzbèkes. Toutefois le khanat n'est pas assez riche, ce qui motive les razzias de pillage que les khans infligent périodiquement aux États voisins. En fait, jusqu'au milieu du XIXe siècle, le khanat de Khiva est, selon les historiens, un État essentiellement « prédateur ».

### Dynastie des Koungrates

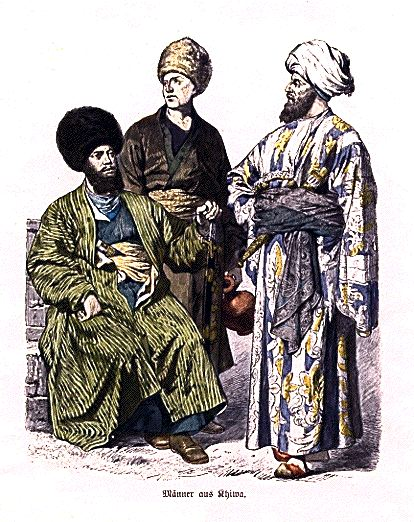
Hommes de Khiva au XIXe siècle.

La dynastie des Arabchahides s'éteint au tiers du XVIIIe siècle avec le dernier khan Chergazi Khan qui règne de 1714 à 1728 et défait l'expédition militaire du prince Bekovitch-Tcherkasski. Le pouvoir des aristocrates à cette époque atteint une sorte d'apogée; ils avaient le titre d'« atalyk » ou d'« inak ». Deux dynasties ouzbèkes en particulier luttent pour conquérir le trône du khanat: les Koungrates et les Manguytes. Cela aboutit à la séparation du delta de l'Amou-Daria. Les Ouzbeks du delta choisissent comme khans des Tchinguizides qui sont des marionnettes politiques entre leurs mains. Le chaos règne en Khorezm pendant le XVIIIe siècle et finalement les troupes du chah de Perse, Nâdir Châh envahissent la région en 1740, jusqu'en 1747.
Les Koungrates sortent vainqueurs de la rivalité avec les Manguytes, mais la lutte entre les Ouzbeks du delta et les troupes de Khiva, à laquelle prennent part aussi les turcomans, mène le Khorezm à l'anarchie, surtout lorsqu'en 1767 la forteresse de Khiva est prise par la maison turcomane des Yomut. En 1770, l'inak ouzbek Mouhammad Amin (uz) (1730-1790) défait les Yomutes et s'empare du pouvoir, le khan n'ayant plus qu'un pouvoir nominal. Il fonde ainsi une nouvelle dynastie koungrate. Mais il faut encore une dizaine d'années pour asseoir son autorité sur les autres aristocrates.
Le petit-fils de Mouhammad Amin, Eltouzar (1760-1806), est choisi en 1804 comme khan par le conseil et les Tchinguizides sont donc définitivement écartés. Son frère cadet, Mohammed Rahim Khan Ier, lui succède. Il parvient à unifier la contrée avec sa victoire contre les Ouzbeks du delta en 1811. Il soumet les Karakalpaks (au nord-ouest du delta de l'Amou-Daria) et entreprend avec plus ou moins de succès des tentatives de soumission d'aristocrates turkmènes au sud, et kazakhes au nord.

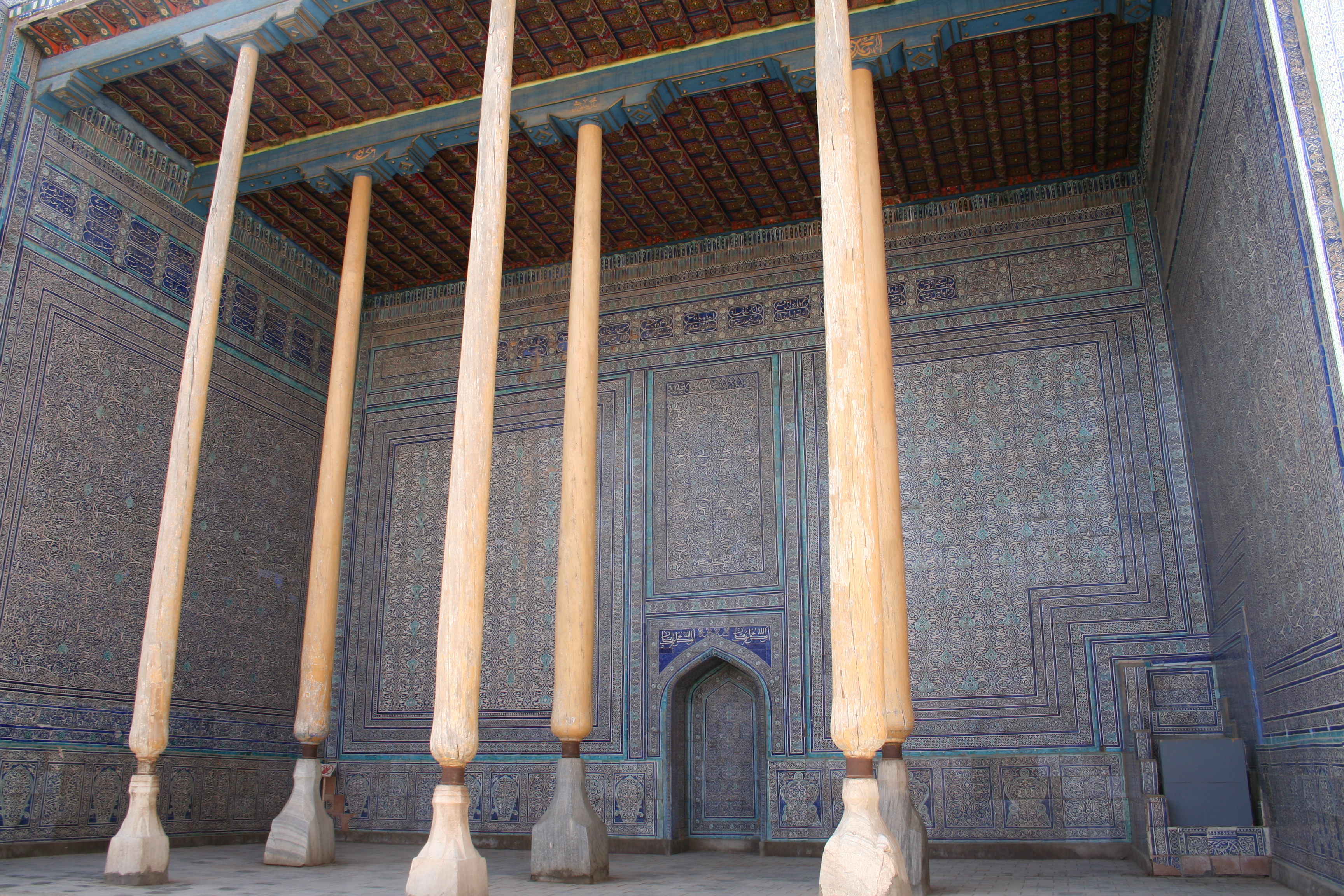
La mosquée d'été du khan Alla Kouli à la citadelle d'Ak de Khiva.

La dynastie des Koungrates parvient à former un État centralisé avec des gouverneurs de province soumis à l'autorité du khan. Les khans améliorent le système d'irrigation et font creuser de nouveaux canaux. Les Ouzbeks se sédentarisent grâce à la construction de nouvelles bourgades. De plus, Mohammed Rahim Khan fait battre sa propre monnaie. Cependant en tant qu'État « prédateur » pauvre, des razzias annuelles pillent les ressources de l'émirat de Boukhara, du Khorassan persan et des territoires turcomans ou kazakhs. À son crédit, de nouvelles madrassas sont construites, faisant du khanat un haut-lieu de la littérature turcophone d'Asie centrale et du sunnisme oriental. Le chroniqueur officiel de la cour des khans, Agakhi (1809-1874), a rapporté l'histoire du khanat jusqu'en 1872.

### Sous le protectorat russe
En 1855, le khanat subit les assauts des Tekkés turkmènes (ou turcomanes), notamment près de Serakhs dans le Khorassan, où le khan Mohammed Amin trouve la mort dans la bataille. Ses successeurs Saïd Mohammed Khan et Mohammed Rahim Khan II doivent redresser la situation et se défendre des aristocrates rebelles. Mais au fil des années, c'est avec la Russie que la tension augmente.
La première tentative de soumission du Khorezm par la Russie a lieu en 1717 avec la petite expédition du prince Bekovitch-Tcherkasski (en) (?-1717), sous le prétexte du retour des esclaves russes nombreux à Khiva. En fait, il s'agissait surtout, outre de « régler » ce problème, de stabiliser les frontières méridionales de l'Empire. Cette expédition se termine par une catastrophe pour les Russes: presque tous sont tués. L'expédition laisse un souvenir durable empreint de méfiance de part et d'autre tout au long du XVIIIe siècle et du XIXe siècle.

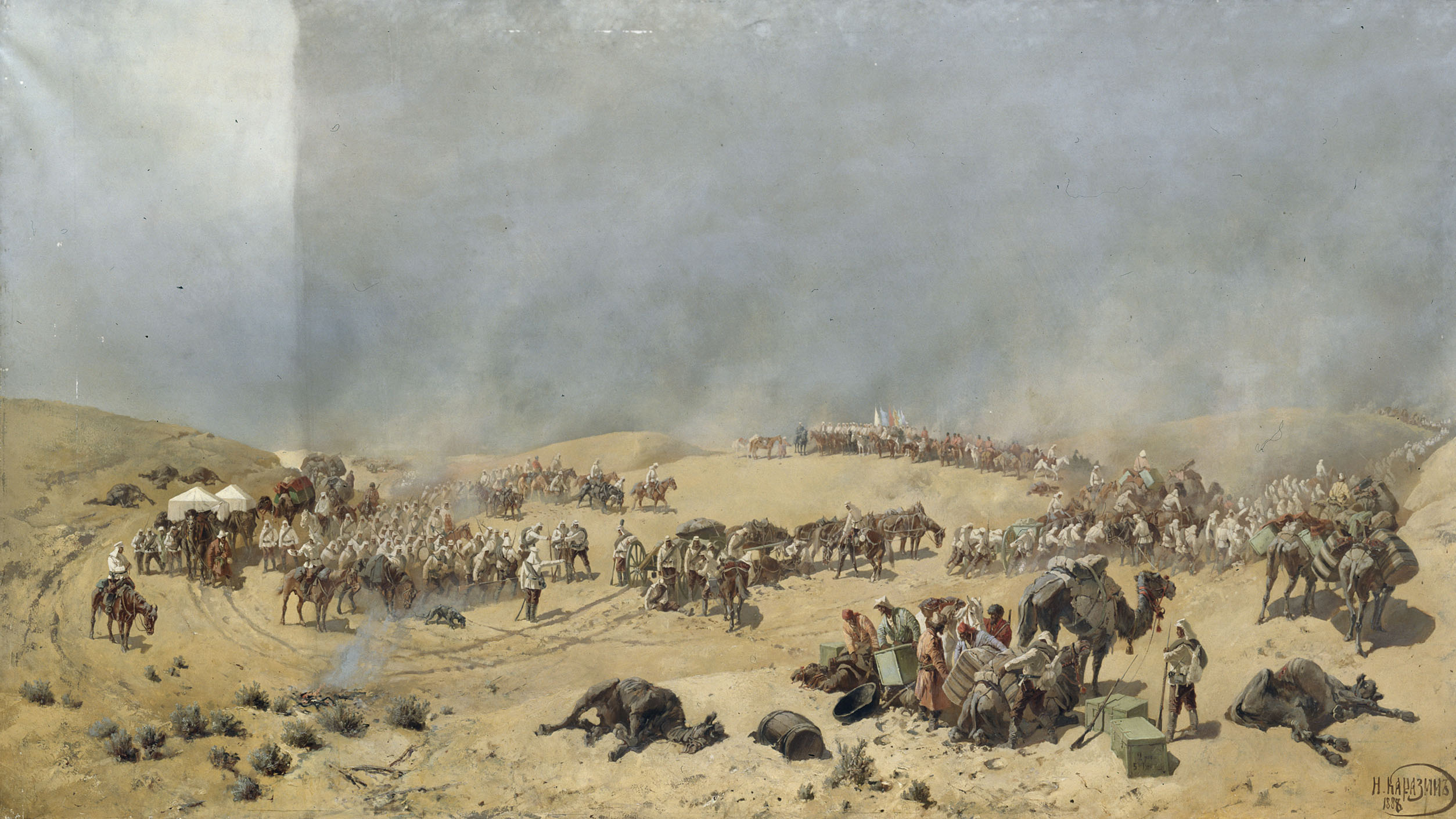
L'Expédition de Khiva de 1873 des troupes russes à travers le désert de la Mort, tableau de Nikolaï Karazine (1888).

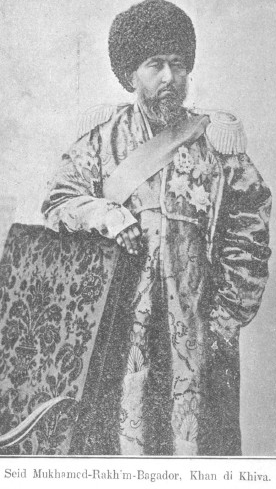
Photographie de Mohammed Rahim Khan II en 1900.

La tension augmente avec l'expansion impériale russe en Asie centrale, notamment dans les steppes kazakhes. Cela a pour effet également l'expansion du commerce et l'augmentation du nombre de caravanes commerçant entre les villes du sud de l'Empire et des territoires nouvellement acquis du Turkestan russe, ainsi que des petits khanats et émirats indépendants. Cet afflux de marchandises provoque aussi la convoitise des mercenaires à la solde du khanat de Khiva qui attaquent régulièrement les caravanes de produits russes. Le prétexte est donc trouvé pour une confrontation, d'autant plus que les Britanniques s'intéressent de plus près à la région (ils ont dépêché des envoyés diplomatiques depuis les années 1840) dans le cadre du Grand Jeu.
L'expédition militaire russe du printemps 1873 est dirigée par le général von Kaufmann, gouverneur-général du Turkestan, avec douze à treize mille hommes partis fin février début mars 1873 de leurs régiments d'Orenbourg, de Tachkent, de Krasnovodsk et de Manguychlak. Ils ont avec eux cinquante-six canons, quatre mille six-cents chevaux et vingt mille chameaux. Après des combats devant Khiva les 27 et 28 mai, la ville tombe le 29 mai et le khan Mohammed Rahim II capitule. Le traité de paix est signé le 12 août 1873 au village de Guendeman. Le khanat devient protectorat russe et il perd ses terres de la rive droite de l'Amou-Daria au profit de l'Empire russe. L'esclavage est immédiatement aboli.
La perte de son indépendance ne change que peu la vie politique intérieure du khanat. Celui-ci sert de base aux Russes pour se défendre des assauts turkmènes. L'éloignement de l'oasis et l'étendue des déserts n'en font pas une région accueillante. C'est plutôt Tachkent qui bénéficie du développement économique de la fin du XIXe siècle.
Asfandiar Khan règne toujours de manière absolue de 1910 à 1918. La révolution de Février suscite un espoir de réformes politiques et administratives vite déçu et la révolution d'Octobre provoque la fin du système de protectorat. Le khanat de Khiva retrouve son indépendance, mais s'enfonce aussi dans le chaos. Un aristocrate turkmène, Djounaïd Khan, s'empare du pouvoir, Asfandiar Khan est assassiné et une rébellion communiste éclate en novembre 1919.
Début février 1920, Djounaïd Khan est défait par l'Armée rouge et le jeune khan s'enfuit.
Le 26 avril 1920, la république soviétique populaire du Khorezm est proclamée et intégrée au sein de la république socialiste fédérative soviétique de Russie. À l'automne 1924, dans le cadre des réaménagements de frontière des territoires d'Asie centrale, la jeune république khorézmienne disparaît, partagée entre la RSS d'Ouzbékistan, la RSS de Turkménie et l'oblast autonome de Karakalpakstan.

## Khans de Khiva

### Dynastie des Arabchahides (branche des Chaybanides)
- 1511-1518 Aboul Mansour Ilbars Khan, khan de Khorezm
- 1518-1519 Sultan Hadji Khan, fils de Bilbars
- 1519 Hassan Kouli Khan, fils d'Aboulek Khan
- 1519-1522 Soufiane Khan, fils d'Aminek Khan
- 1522-1526 Boudjouga Khan, fils d'Aminek Khan
- 1526-1538 Avanech Khan, fils d'Aminek Khan
- 1541-1547 Kal Khan, fils d'Aminek Khan
- 1547-1557 Agataï Khan, fils d'Aminek Khan
- 1557-1558 Doust Khan, fils d'Agataï Khan
- 1558-1602 Hadji Mouhammad Khan, fils d'Agataï Khan[6]
- 1603-1621 Arab Mouhammad Khan, fils du précédent
- 1621-1623 Habach Sultan et Ilbars Sultan, fils du précédent
- 1623-1643 Isfandiar Khan, fils d'Arab Mouhammad Khan
- 1643-1663 Aboulgazi Khan, fils d'Arab Mouhammad Khan
- 1663-1686 Anoucha Khan, fils du précédent
- 1686-1689 Khoudaïdad Khan, fils du précédent
- 1689-1694 Ereng Khan, fils d'Anoucha Khan
- 1694-1697 Djotchi Khan
- 1697-1698 Vali Khan
- 1698-1703 Châhniaz Khan, fils de Djotchi Khan
- 1703 Châhbakht Khan, fils du précédent
- 1703 Saïd Ali Khan, fils de Châhniaz Khan
- 1703-1704 Moussa Khan, fils de Djotchi Khan
- 1704-1714 Yadigar Khan, fils de Hadji Mouhammad Khan
- 1714-1728 Chergazi Khan, fils d'Issim Khan
- 1728-1740 Ilbars Khan, fils de Châhniaz Khan
- 1740-1745 Aboulgazi Mouhammad Khan, fils du précédent
- 1721-1736 Châh Timour Khan (dans le delta d'Aral de l'Amou-Daria)
- 1728 Bahadour Khan (tribus kazakhes)
- 1728-1740 Ilbars Khan II
- 1740-1741 Tahir Khan (tribus kazakhes)
- 1741-1742 Nourali Khan
- 1742-1746 Aboulgazi Khan II

### Dynastie des Tikaïtimourides
- Gaïp Khan (1746-57)
- Abadallah Karabaï, (frère du précédent) (1757)
- Timour Gazi Khan (1757-1763)
- Taouké Khan (1763-1764)
- Châh Gazi Khan (1764-1767)
- Abdoul Gazi Khan (1767, formellement 1770-1804; 1806)
- Nourali Khan (1767-1769)
- Djanguir Khan (1769-1770)
- Boulakaï Khan (1770)

En 1804 (en fait dès 1763), le pouvoir passe aux Koungrates.

### Dynastie des Koungrates

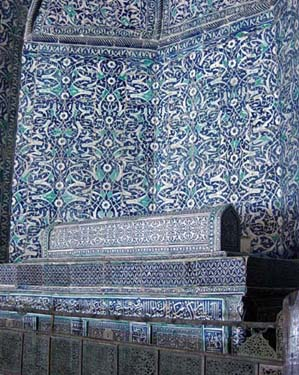
Tombe de Mouhammad Rahim Ier au mausolée de Pahlavan Mahmoud à Khiva.

- 1763-1790 Mouhammad Amin, inak du Khorezm
- 1790-1804 Avaz Inak, inak du Khorezm
- 1804-1806 Eltouzar
- 1806-1825 Mouhammad Rahim Ier
- 1825-1842 Alla Kouli, fils du précédent
- 1842-1845 Rahim Kouli, fils du précédent
- 1845-1855 Mohammed Amin Khan, dit Madamine Khan, fils d'Alla Kouli Khan
- 1855 Abdoulla Khan, fils d'Ibadoul Bek
- 1855-1856 Koutloug Mourad Khan, fils d'Ibadoul Bek
- 1856-1864 Saïd Mouhammad Khan, fils de Mouhammad Rahim Ier
- 1864-1910 Mouhammad Rahim II (protectorat de la Russie en 1873), fils du précédent
- 1910-1918 Asfandiar Khan (assassiné en 1918)
- 1918-1920 Saïd Abdoullah

#### 1512-1873
- Notices d'autorité : Bibliothèque nationale de France

#### 1873-1920
- Notices d'autorité : Bibliothèque nationale de France
- Carte des khanats de Boukhara, Khiva et Kokand et d'une partie du Turkestan russe (fr + en)
- (ru) Article Khanat de Khiva de l'Encyclopédie Brockhaus et Efron, t. XXXVII, Saint-Pétersbourg, 1890-1904